# 480 Hansa
A 480 Hansa (ideiglenes jelöléssel 1901 GL) a Naprendszer kisbolygóövében található aszteroida. Maximilian Franz Joseph Cornelius Wolf és Luigi Carnera fedezte fel 1901. május 21-én.